# KN-25
600-мм реактивна система залпового вогню, більш відома під американським позначенням KN-25. Бойова система, яку Північна Корея класифікує як реактивну систему залпового вогню.
Через балістичну траєкторію польоту Сполучені Штати класифікують її як тактичну (або малу) балістичну ракету.

## Конструкція
KN-25 офіційно описується як реактивна система залпового вогню «надвеликих калібрів». Збільшений розмір і дальність польоту ракети порівняно з традиційною реактивною артилерією привели до того, що Збройні сили США у Кореї (USFK) класифікували її як ракету малої дальності. Вона летить за керованою балістичною траєкторією.
Оціночні характеристики ракети KN-25 наступні: діаметр 600 мм, довжина 8,2 м і вага 3 000 кг. Вони оснащені невизначеною системою наведення, шістьма обертовими задніми стабілізаторами та чотирма передніми рухомими стабілізаторами, які, ймовірно, забезпечують контроль кута нахилу ракети.
Ракети встановлюються на чотиритрубний пусковий пристрій на колісному шасі Tatra 813 8×8 або на гусеничне шасі з десятьма опорними котками на кожному борту, яке несе шість труб.
KN-25 — зброя батальйонного рівня, призначена для ударів по тилам супротивника на відстані до 380 км із використанням звичайної осколково-фугасної боєголовки. У жовтні 2022 року ракета KN-25 була включена в офіційну заяву разом з іншими ракетами, які Північна Корея назвала частиною її тактичного ядерного потенціалу. На параді у лютому 2023 року ракети KN-25 також були представлені серед інших, які північнокорейські ЗМІ колективно описали як «оперативні підрозділи тактичної ядерної зброї».
Обертові задні стабілізатори є незвичною особливістю для реактивної артилерії та значною інновацією Північної Кореї. Вони забезпечують стабілізацію ракети в польоті, порівняно з іншими реактивними снарядами, які зазвичай стабілізуються за допомогою обертання всього корпусу. Такий метод стабілізації створює сприятливіші умови для роботи системи наведення, оскільки решта ракети не обертається.
Існує ймовірність, що ракета стабілізується через обертання під час входу у верхні шари атмосфери, де малі кермові поверхні працюють менш ефективно, а потім припиняє обертання при повторному вході в щільні шари атмосфери.
Ракета, ймовірно, походить від радянської ОТР-21 «Точка»/Hwasong-11 (KN-02), яка має схожий розмір двигуна (діаметр 62 см). Використання трьох таких сегментів двигуна дає довжину, подібну до ракети KN-25. Вона оснащена боєголовкою вагою 300 кг і має кругове імовірне відхилення (КІВ) 80–90 метрів.
KN-25, найімовірніше, є суто північнокорейською розробкою, оскільки у державних ЗМІ її описують як «чучхейські снаряди», на відміну від Hwasong-11A (KN-23), що натякає на її іноземне походження.
1 січня 2023 року 30 пускових установок були представлені як подарунок на пленарному засіданні Трудової партії Кореї, де був присутній Кім Чен Ин та виголосив промову. Систему описали як «безпрецедентну» в оборонній промисловості та її презентації, оскільки вона була виставлена просто на галявині перед центральним комітетом партії.
З огляду на 30 гусеничних пускових установок на шість труб кожна та щонайменше дев'ять колісних пускових установок на чотири труби, Північна Корея має потенціал одночасно випустити до 216 ракет, що дозволяє їй значно скоротити кількість пускових платформ, необхідних для аналогічного залпу традиційними балістичними ракетами, і перевантажити систему ПРО Південної Кореї.

### Пускова установка крилатих ракет
13 вересня 2021 року Північна Корея оголосила про успішні випробування крилатої ракети наземного базування, які проводилися протягом двох днів. Мобільна пускова установка, ймовірно, є тією ж платформою, що використовується для запуску ракет KN-25, оскільки обидві ракети мають схожий діаметр.
Крилата ракета може бути оснащена як звичайною, так і ядерною боєголовкою. Її заявлена дальність становить від 1 500 км до 2 000 км. Пізніше ракета отримала назву Hwasal-1.

## Випробування
| Дата              | Кількість пусків | Дальність | Апсиди   | Нотатки |
| ----------------- | ---------------- | --------- | -------- | --- |
| 31 липня 2019     | Два              |           |          | інтервал стрільби 21 хвилина, сумнівний снаряд; тонка бойова частина, але відрізняється формою від меншої KN-09                |
| 2 серпня 2019 р   | Два              |           |          | інтервал стрільби 24 хвилини, гусеничне шасі                                                                                   |
| 24 серпня 2019    | Два              | 380 км    | 97 км    | інтервал стрільби 17 хвилин |
| 10 вересня 2019   | Два              | 330 км    | 50—60 км | інтервал стрільби 19 хвилин, інша ракета, ймовірно, не змогла правильно запуститися                                            |
| 31 жовтня 2019    | Два              | 370 км    | 90 км    | інтервал стрільби 3 хвилини |
| 28 листопада 2019 | Два              | 380 км    | 97 км    | інтервал стрільби 30 секунд |
| 2 березня 2020    | Два              | 240 км    | 35 км    | інтервал стрільби 20 секунд, який вперше був помічений солдатами-артилеристами, потенційно досяг початкової робочої потужності |
| 29 березня 2020   | Два або три      | 230 км    | 30 км    | невідомий інтервал стрільби, можливо, близько 1 хвилини, інша ракета, ймовірно, не змогла правильно запуститися                |
| 31 грудня 2022    | Три              |           |          | |
| 1 січня 2023      | Один             |           |          | |
| 18 березня 2024   | Шість            |           |          | |